# حسام‌الدین سراج
سید حسام‌الدین سراج (زادهٔ ۲۶ مرداد ۱۳۳۷)، خواننده موسیقی سنتی ایرانی و نوازندهٔ سنتور و سه‌تار اهل ایران است. او همچنین سرپرستی گروه موسیقی سنتی ایرانی «بیدل» را به عهده دارد.

## زندگی
سید حسام‌الدین سراج در ۲۶ مرداد سال ۱۳۳۷ در اصفهان متولد شد. مشوق وی در تحصیل علم و هنر، پدرش سید محمدرضا سراج بود که بر ادبیات مسلط بود، صدای خوبی داشت و با ادیبان و هنرمندانی نظیر جلال‌الدین همایی، جلال‌الدین تاج، حسن کسائی و … هم‌نشینی داشت. سید حسام‌الدین سراج موسیقی را با فراگیری ساز تنبک از ۱۳ سالگی آغاز کرد. پس از آن نواختن سنتور را نزد «سیروس ساغری» در اصفهان آموخته برای تکمیل آن از هنرمندانی چون فرامرز پایور، رضا شفیعیان و پشنگ کامکار بهره جسته است. در زمینه آواز نیز از آموزش‌های محمود کریمی و محمّدرضا شجریان استفاده کرده است. وی در کنار فراگیری موسیقی، تحصیلات دانشگاهی خود را در رشتهٔ معماری و شهرسازی در دانشگاه شهید بهشتی ادامه داد و موفق به اخذ مدرک کارشناسی ارشد معماری از آن دانشگاه و دکترای پژوهش هنر از دانشگاه هنر شد. او تحقیقاتی در باب زیبایی‌شناسی هنر و معماری و تطبیق وجوه اشتراک هنرها دارد که به‌صورت رسالهٔ نهایی دانشگاهی ارائه شده و به صورت مقاله‌های علمی در مجله‌های فرهنگی هنری به چاپ رسیده‌است. او همچنین سابقهٔ تدریس در دانشکدهٔ هنرهای زیبای دانشگاه تهران را دارد.
سید حسام‌الدین سراج در برخی از آثارش، مانند: باغ ارغوان، شرح فراق، بی نشان، آئینه رو، نرگس مست، ماه نو و … آهنگسازی را نیز برعهده داشته‌است. او با هنرمندانی نظیر: جلیل شهناز، فرهنگ شریف، حسن یوسف‌زمانی، فریدون شهبازیان، جلال ذالفنون، محمد موسوی و … همکاری داشته‌است. از وی آثار موسیقی متعددی نظیر: باغ ارغوان، وصل مستان، شمس الضحی، یاد یار، آفاق عشق، طریقت عشق، شرح فراق، آئینه رو، دل‌آرا، بی نشان، نگاه آسمانی، نرگس مست و… منتشر شده‌است. او همچنین کنسرت‌هایی درجهت معرفی فرهنگ، هنر و موسیقی ایران در کشورهای آمریکا، فرانسه، انگلستان، سوئیس، هلند، آلمان، یونان، اسپانیا، چین، ترکیه، کره، کانادا، تونس، قطر و روسیه داشته‌است. وی در خرداد ۱۳۹۳ به مدت چهار سال به عنوان یکی از ۲۵ عضو شورای عالی بنیاد باران انتخاب شد.
سید حسام‌الدین سراج در تابستان ۱۳۹۷ پس از سال‌ها در شهر مشهد موفق به برگزاری سه شب کنسرت شد. این کنسرت با همراهی «گروه موسیقی بامداد» مشهد اجرا شد.

## آثار

### آثار هنری
از جمله آثار هنری سید حسام‌الدین سراج، می‌توان به موارد زیر اشاره نمود:
- همپای جلودار[۲۱]
- نینوا ۱
- نینوا ۲
- باغ ارغوان
- وصل مستان
- شمس الضحی
- یاد یار
- ۱۳۷۲: آفاق عشق نظامی (خسرو شیرین، لیلی مجنون)
- طریقت عشق
- ۱۳۷۴: آینه رو
- ۱۳۷۴: بوی بهشت
- ۱۳۷۵: دل‌آرا
- بی نشان
- نگاه آسمانی
- نرگس مست
- شهر آشنایی
- ۱۳۷۸: شرح فراق
- رویای وصل
- ۱۳۸۲: وداع
- ۱۳۸۲:نازنین یار
- ۱۳۸۳: عشق و مستی
- ۱۳۸۳: ماه نو
- ۱۳۸۴:آئینه و آه
- ۱۳۸۷: قصه گیسو
- ۱۳۸۷: گریهٔ بی بهانه
- ۱۳۸۸: جام الست[۲۲]
- ۱۳۹۰: راه بی‌نهایت
- ۱۳۹۱: خوشا سرو
- ۱۳۹۳: مسیحا
- ۱۳۹۴: لب خوانی باران
- ۱۳۹۸: چشم بی خواب[۲۳]
- ۱۴۰۱ : شکوه وطن[۲۴]
- ۱۴۰۱ : بوسه بر ماه

## آیین آواز
سراج مبدع برنامه تخصصی آموزشی «آیین آواز» بوده‌است که توسط علی شیرازی در فرهنگسرای ارسباران بنیانگذاری شد. به گفته شیرازی در نطق افتتاحیه‌اش در نخستین نشست آیین آواز، فکر اولیه این برنامه را سراج در زمانی که این دو در خلال برگزاری شب آواز ایرانی به مدیریت اولیه شیرازی با هم در ارتباط بودند با او در میان گذاشته بود. در نهایت آیین آواز با افزودن ایده‌های علی شیرازی به شکل فعلی درآمد و آغاز به کار کرد.

## حواشی

### لغو کنسرت در کرمانشاه
در روزهای ۱۸، ۱۹ و ۲۰ تیر ۱۳۸۹ حسام‌الدین سراج به کمک جمعیت دانشجویی امام علی در شهر کرمانشاه کنسرتی را تدارک دیده بودند که در اولین روز اجرای خود با قفل کردن درهای ورودی لغو شد. در اولین شب اجرای کنسرت عده‌ای که بلیت‌های کنسرت را در دست دارند به محل برگزاری کنسرت مراجعه می‌کنند و عده‌ای دیگر در خارج از تالار مانع حضور مردم در تالار می‌شوند و پس از مدتی مسئولان اجرای کنسرت در روزهای بعد را هم لغو می‌کنند. این درحالیست که نیروی انتظامی در محل حضور پیدا می‌کند ولی عملاً هیچ اقدامی انجام نمی‌دهد. حسام‌الدین سراج در گفتگو با ایسنا چنین شرح می‌دهد:
 شب گذشته عده‌ای جلوی در سالن «انتظار» را زنجیر بستند و به مردمی که برای دیدن کنسرت آمده بودند، اجازه ورود به سالن ندادند و ما هم نتوانستیم برای اجرا وارد سالن شویم.
 در پی اقدام سراج، علی اکبر مرادی نوازنده و استاد تنبور نیز از برگزاری کنسرت در کرمانشاه منصرف شد.

### عدم پخش اذان از صدا و سیما
در اردیبهشت ۱۳۹۸ اذانی با صدای حسام‌الدین سراج در فضای مجازی منتشر شد. صدا و سیما از پخش این اذان ممانعت به عمل آورد.
به گفتهٔ سراج: «این اذان با درآمدی در گوشهٔ بوسلیک آغاز می‌شود و سپس در اوج و یکی دو پرده پایین در حجاز ادامه می‌یابد و نهایتاً در فرود با بوسلیک به پایان می‌رسد.»